# II конная когорта альпийцев
II конная когорта альпийцев (лат. Cohors II Alpinorum equitata) — вспомогательное подразделение армии Древнего Рима, относящееся к типу cohors quinquagenaria equitata.
Альпийцами называли несколько кельтоговорящих горных народов, населявших Альпы между Италией и Галлией. Когорта была, вероятно, сформирована в числе 4-6 альпийских подразделений, набранных после окончательного присоединения западных альпийских регионов императором Октавианом Августом в 15 году до н. э..
Впервые когорта упоминается в надписи, датируемой 60 годом. В этот время она дислоцировалась в Иллирии. Не позднее 84 года подразделение было переброшено в Паннонию, хотя надписи свидетельствуют о пребывании когорты в Колонии Агриппины в Нижней Германии. По всей видимости, в период между нахождением в Иллирии и Паннонии когорта находилась именно там. Около 107 года, когда Паннония была разделена на две части, подразделение осталось в Верхней Паннонии. К 223—235 годам относятся последние датируемые надписи с упоминанием когорты. Надписи когорты были найдены в следующих римских крепостях (в вероятном порядке занимания): Мурса, Колония Агриппина (Германия), Баратфёльдпужта, Дунаибогдани.
До нашего времени дошло три имени префектов когорты. Только у одного выяснено точное происхождение — это Авл Плавтий Бассиан из Рима. Один из вексилляриев когорты имел иллирийское происхождение. Известно также имя одного из тубиценов. Кроме того, известны имена пяти рядовых солдат.